# Tamunangue

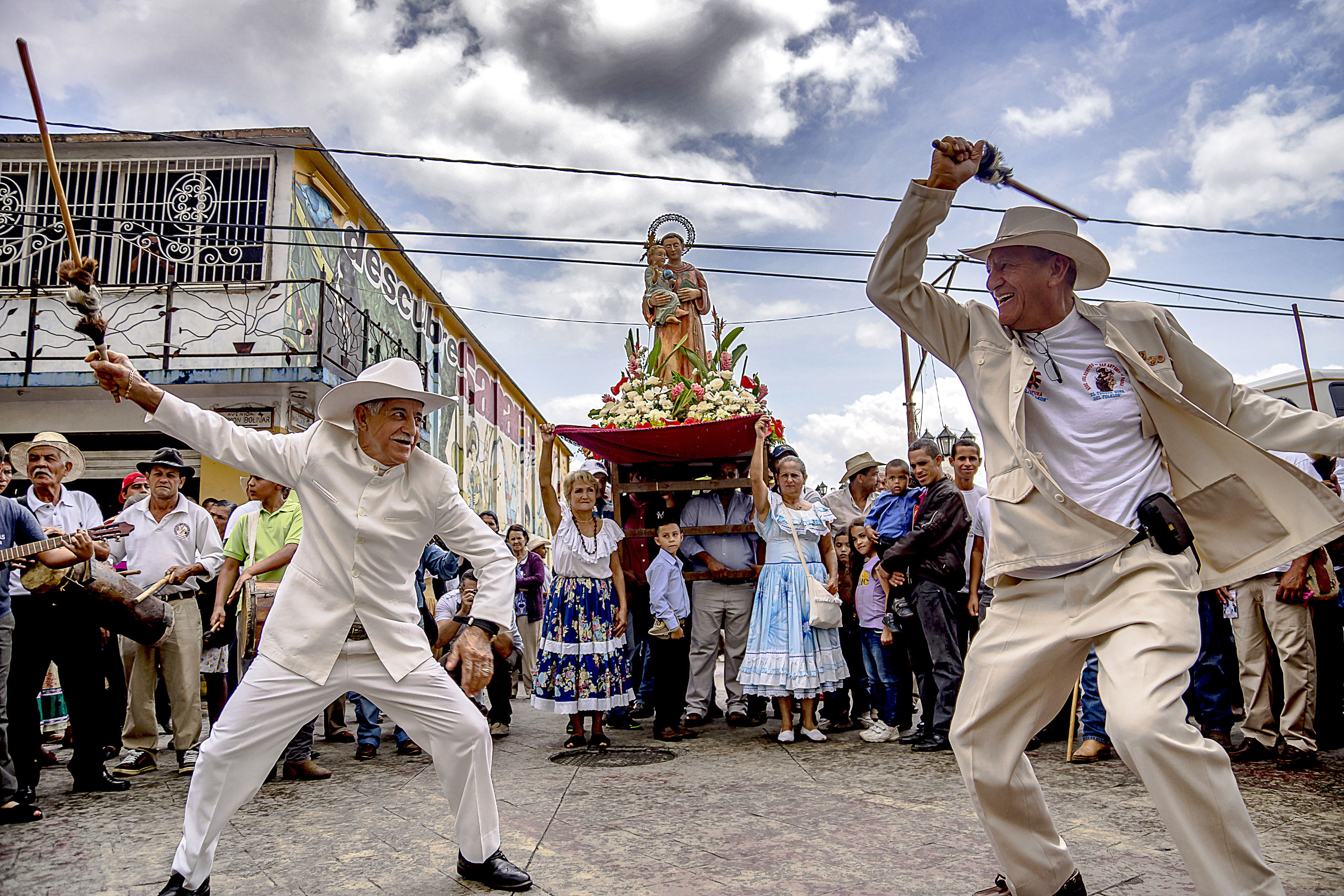
Baile de El tamunangue, estado Lara, Venezuela.

El tamunangue es una tradición folklórica de Venezuela, específicamente del estado Lara. Sus orígenes se remontan a la época colonial, siendo la unión de tres culturas: la indígena jirajaras, la española y la africana. El tamunangue también se refiere a una danza que por lo general es ejecutada mayoritariamente por dos personas.

## Contexto y origen
Es una fiesta ritual, popular y religiosa que se celebra el 13 de junio en el estado Lara, en Venezuela en honor a San Antonio de Padua. También se celebra en otros días del año como pago de promesas.
Allí se aprecian las influencias de las tres culturas que dieron origen a los venezolanos: la indígena americana, la blanca española y la negra africana.
En el tamunangue se conjuga el teatro, el baile y música para expresar la creación popular.

## Estructura
Consta de 8 partes: La Batalla y siete sones. La Batalla es la procesión y el comienzo del tamunangue donde dos personas con garrotes o con machetes juegan a la batalla. Cabe destacar que La Batalla no se considera un son del tamunangue. Seguido de la Batalla, se presentan los sietes sones, que son: Ayiyivamos, La Bella del Tamunangue, La Juruminga, La Perrendenga,El Poco a Poco, El Galerón,y El Seis Figureao.
Algo a mencionar es que dependiendo de la zona del Estado Lara, Estado de Venezuela que origina el tamunangue, cambiará el orden si se canta primero Ayiyivamos o La Bella.
Los tamunangues durante un tiempo se llamaron Sones de Negros pues los negros llaneros que llegaban del Río Apure, Edo. Barinas se reunían para formar estos bailes tan folklóricos.
Es importante señalar que para bailar el tamunangue las mujeres deben tener faldas puesto que se considera una ofensa al santo bailar en pantalones y no se permite. Al final del tamunangue se canta la "Salve" se reza y se da gracias a San Antonio. El tamunangue se baila en pago de promesas y durante la fiesta de San Antonio.

## Actualidad
El tamunangue actualmente se realiza en diversos estados de Venezuela, especialmente en el centro-occidente del país. En el distrito capital existe la Sociedad de amigos tamunangueros dirigida por el profesor Jose Esteban Pérez quien forma parte del grupo folklórico Alma de Lara, patrimonio cultural venezolano y quien organiza en la capital diversos tamunangues donde la gente asiste con comida, instrumentos típicos del estado Lara y el indispensable cocuy de penca, que es la bebida que acompaña esta tradición venezolana.